# Colonel général de l'infanterie
 (mars 2023).
Si vous disposez d'ouvrages ou d'articles de référence ou si vous connaissez des sites web de qualité traitant du thème abordé ici, merci de compléter l'article en donnant les références utiles à sa vérifiabilité et en les liant à la section « Notes et références ».
Pour les articles homonymes, voir Colonel (homonymie).
Le colonel général de l'infanterie était un officier de la Couronne de France sous François Ier. Cet officier prenait rang immédiatement derrière les maréchaux et avait le commandement suprême sur l'infanterie. Durant les guerres d'Italie, il y a eu parfois un colonel général de l'infanterie « au-delà des monts » et un « en deçà des monts ».
Cet office devint un grand office de la couronne en 1581, pour le premier duc d'Épernon. Le colonel général bénéficiait de pouvoirs importants : il était considéré comme colonel de tous les régiments d'infanterie. Tous les actes concernant l'infanterie, y compris les commissions d'officiers, devaient porter l’« attache » du colonel général, ce qui devint un véritable droit de nomination des officiers. Cette « attache » permettait donc au colonel général de placer ses fidèles dans l'armée, ce qui pouvait menacer le pouvoir royal. Richelieu, puis Mazarin s'attachèrent donc à réduire les pouvoirs du colonel général. En 1638, le jeune duc de la Valette, titulaire en survivance de la charge de son père le duc d'Épernon, jugé responsable de la défaite de Fontarrabie, dut s'exiler en Angleterre. Richelieu supprima alors la mention du colonel général dans les actes concernant l'infanterie, puis en 1643, après la mort du duc d'Épernon, Mazarin supprima la charge. Toutefois dès la fin de cette même année, La Valette, devenu duc d'Épernon, revint en France et fut à nouveau investi de la charge de colonel général. En 1645, le colonel général fut à nouveau mentionné sur les actes de l'infanterie. Louis XIV, secondé par son secrétaire d'État à la Guerre, Le Tellier, entreprit après la Fronde une politique délibérée de réduction des privilèges du duc d’Épernon, dispensant un certain nombre d'officiers de l'attache. À la mort du duc en 1661, la charge fut supprimée. Elle réapparut sous la Régence, mais de manière strictement honorifique. 

## Liste
- 1542 : Charles Ier de Cossé-Brissac, colonel général des gens de guerre français, à pied, de là les monts.
- 1er octobre 1544 : Jean de Taix, seigneur de Taix et de Sepmes, colonel-général des Bandes françaises.
- date indéterminée : Thimoléon  de Cossé-Brissac
- 1547 : Gaspard de Coligny (1519-1572) , colonel-général des Bandes françaises.
- 1555 : François de Coligny, seigneur d'Andelot, colonel-général des Bandes françaises.
- 1558 : Blaise de Montluc (1502-1577), colonel-général des Bandes françaises.
- 1560 : Charles de La Rochefoucauld, seigneur de Randan, colonel-général des Bandes françaises.
- 1562 : Sébastien de Luxembourg (1530-1569), duc de Penthièvre, colonel-général des Bandes françaises.
- 1567 : Timoléon de Cossé, colonel général de là les monts.
- 1569-1581 : Philippe Strozzi (1541-1582), condottiere italien, cousin de Catherine de Médicis, membre de la famille florentine des Strozzi, qui servit la France, colonel-général des Bandes françaises.
- 1581-1642 : Jean Louis de Nogaret de la Valette, duc d'Épernon (1554-1642).
- 1643-1661 : Bernard de Nogaret de la Valette, duc d'Épernon.
- 1721-1730 :  Louis IV, duc d'Orléans (1703-1752).
- 1780 : Louis V, prince de Condé (1736-1818).